# Sellstedt

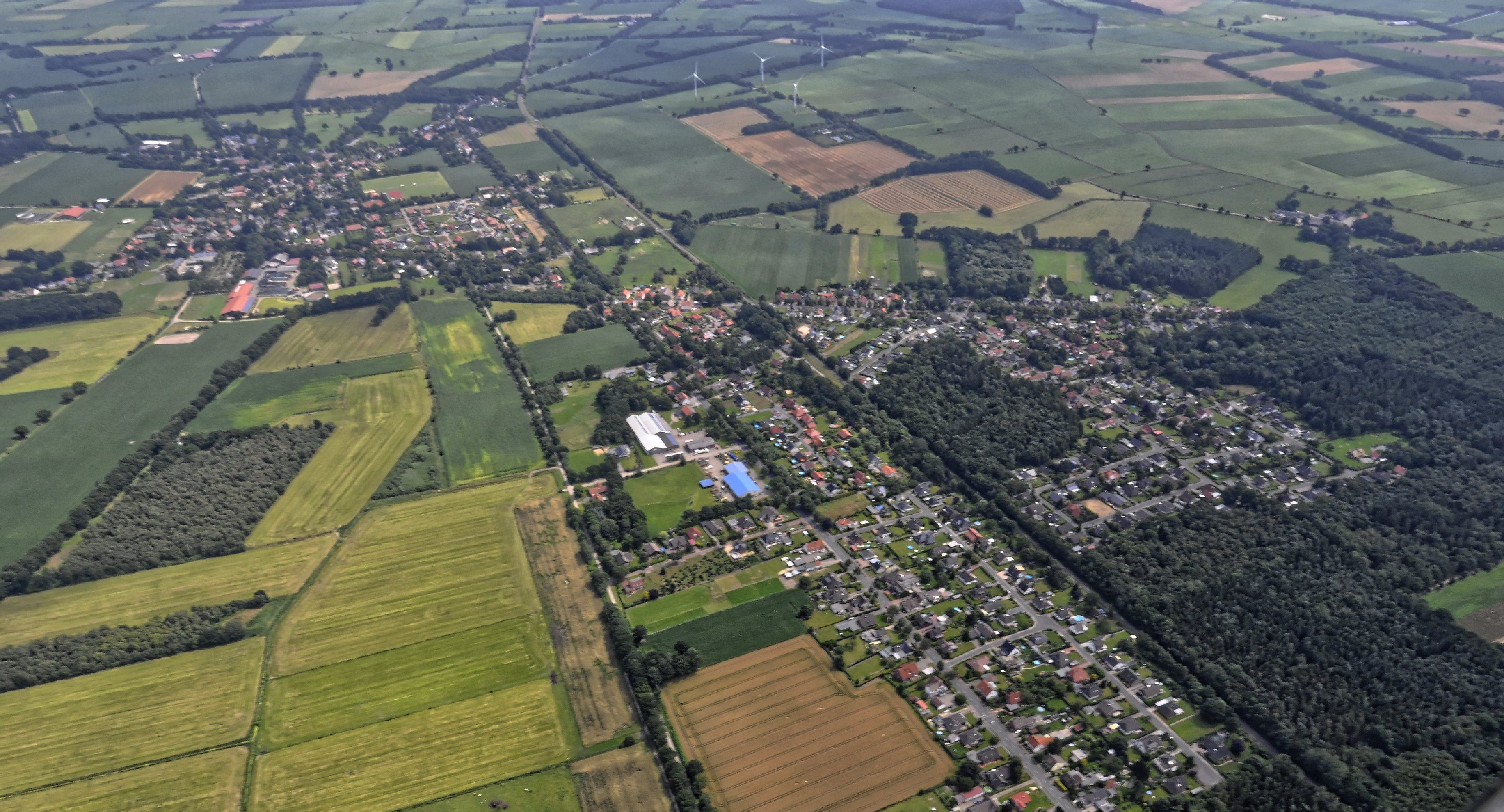
Sellstedt von oben

Sellstedt (niederdeutsch Sells) ist eine Ortschaft in der Einheitsgemeinde Schiffdorf im niedersächsischen Landkreis Cuxhaven.

## Geografie

### Lage
Das Dorf befindet sich östlich von der Großstadt Bremerhaven und südlich vom Sellstedter See und Ochsentriftmoor/Wildes Moor.

### Nachbarorte
| Bramel                                |                                             | Kührstedt (Stadt Geestland) Ringstedt (Stadt Geestland) |
| Schiffdorf (Kernort)                  | Kompassrose, die auf Nachbargemeinden zeigt | Wehdel – Ortsteil Altluneberg                           |
| Bexhövede (Einheitsgemeinde Loxstedt) | Donnern (Einheitsgemeinde Loxstedt)         | Wehdel                                                  |

(Quelle:)

## Geschichte
Um 1500 war Sellstedt im Kirchspiel Beverstedt eingepfarrt und gehörte zu dem Zeitpunkt zur Börde Beverstedt. Um 1768 gehörte der Ort zum Adeligen Gericht Beverstedt. Während der Franzosenzeit wurde das Dorf kurzzeitig der Kommune Bexhövede (Kanton Bremerlehe) zugeteilt. Von 1851 bis 1859 gehörte das Dorf zum Amt Beverstedt und von 1859 bis 1885 zum Amt Lehe. Nach der Auflösung der hannöverschen Ämter gehörte der Ort von 1885 bis 1932 zum Kreis Geestemünde und anschließend zu den Landkreisen Wesermünde beziehungsweise Cuxhaven. Die Landgemeinde Sellstedt wurde 1840 und die gleichnamige Gemarkung 1876 gebildet. Von 1971 bis 1974 war Sellstedt gemeinsam mit Schiffdorf und Bramel eine Mitgliedsgemeinde der Samtgemeinde Geesteort. Im Zuge der Gebietsreform in Niedersachsen vom 1. März 1974 wurde der Ort mit weiteren Gemeinden in die neue Einheitsgemeinde Schiffdorf eingegliedert.
Das Dorf ist der evangelisch-lutherischen Kirchengemeinde Bexhövede zugeteilt. Von 1988 bis 1993 fand in Sellstedt eine Dorferneuerung statt.
Einwohnerentwicklung
| Jahr | Einwohner | Quelle |
| ---- | --------- | ------ |
| 1910 | 0617      | [ 4 ]  |
| 1925 | 0844      | [ 5 ]  |
| 1933 | 0945      | [ 5 ]  |
| 1939 | 1001      | [ 5 ]  |
| 1950 | 1525      | [ 6 ]  |
| 1956 | 1419      | [ 6 ]  |

| Jahr | Einwohner | Quelle |
| ---- | --------- | ------ |
| 1973 | 1352      | [ 7 ]  |
| 2007 | 1849      | [ 8 ]  |
| 2014 | 1827      | [ 9 ]  |
| 2017 | 1892      | [ 10 ] |
| 2020 | 1926      | [ 11 ] |
| 2022 | 1983      | [ 1 ]  |

|  |

## Politik

### Ortsrat
Der Ortsrat von Sellstedt setzt sich aus sieben Mitgliedern zusammen. Die Ratsmitglieder werden durch eine Kommunalwahl für jeweils fünf Jahre gewählt. Die aktuelle Amtszeit begann am 1. November 2021 und endet am 31. Oktober 2026.
Aus den Ergebnissen der vergangenen Ortsratswahlen ergaben sich folgende Sitzverteilungen:
| Wahljahr | SPD | CDU | Grüne | Gesamt  |
| -------- | --- | --- | ----- | ------- |
| 2021     | 3   | 2   | 2     | 7 Sitze |
| 2016     | 4   | 2   | 1     | 7 Sitze |

### Ortsbürgermeister
Der Ortsbürgermeister von Sellstedt ist Ralf Wolter (SPD). Seine Stellvertreter sind Margot Lehmann (SPD) und Hans-Peter Wierk (Grüne).

### Wappen
Der Entwurf des Kommunalwappens von Sellstedt stammt von dem Heraldiker und Wappenmaler Albert de Badrihaye, der zahlreiche Wappen im Landkreis Cuxhaven erschaffen hat.
| Wappen von Sellstedt | Blasonierung: „In Grün über silbernem welligem Schildfuß ein silberner Pflug.“                                                                          |
| Wappen von Sellstedt | Wappenbegründung: Der Pflug deutet auf die Landwirtschaft als Haupterwerbszweig der Gemeinde und der silberne Schildfuß auf den großen Sellstedter See. |

## Kultur und Sehenswürdigkeiten

### Baudenkmale
- Wohn- und Wirtschaftsgebäude Geestensether Straße 18 von um 1910

### Vereine und Verbände
- Angelsportverein Sellstedt/Bramel
- Bürgerverein Gegenwind Sellstedt
- DRK – Ortsverein Sellstedt
- Heimatverein Sellstedt
- HSV-Fanclub Sellstedt
- Jagdgenossenschaft Sellstedt
- Reitverein „Sleipnir“ Sellstedt
- Schützenverein Sellstedt
- „Sellster Schoolhelper“
- Singkreis Sellstedt
- Sozialverband Deutschland – Ortsgruppe Sellstedt
- TSV Sellstedt
- Verein für Deutsche Schäferhunde – Ortsgruppe Sellstedt

## Wirtschaft und Infrastruktur

### Öffentliche Einrichtungen
Das Dorf verfügt über unterschiedliche öffentliche Einrichtungen wie Kindergarten, Grundschule, Jugendraum und Freiwillige Feuerwehr. Darüber hinaus gibt es einen Sportplatz mit Kleinspielfeld, eine Turnhalle, Tennisplätze, zwei Reithallen und eine Schießsportanlage.

### Verkehr
Die Kreisstraße 58 und die Landesstraße 143 ermöglichen ebenso wie die Bahnstrecke Bremerhaven–Buxtehude der Eisenbahnen und Verkehrsbetriebe Elbe-Weser eine Verkehrsanbindung an die Region. Eine im Stundentakt verkehrende Buslinie nach Schiffdorf bis Bremerhaven und Spaden (auch in den Schulferien) gab es ab Juni 1997 durch die Linie 7 der Verkehrsgesellschaft Bremerhaven AG (VGB). Das Angebot wird durch Anrufsammeltaxi (AST) an allen Tagen der Woche (auch Schulferien) ergänzt.

## Persönlichkeiten
Söhne und Töchter des Ortes
- Heinrich Schröder (1909–1989), Landwirt und Politiker (DP, CDU)
- Astrid Vockert (* 1956), Lehrerin, Sozialpädagogin, Politikerin (CDU) und Mitglied des Niedersächsischen Landtags